# Phượng Hoàng, Tương Tây
Phượng Hoàng (chữ Hán giản thể: 凤凰县) là một huyện thuộc Châu tự trị dân tộc Thổ Gia, Miêu Tương Tây, tỉnh Hồ Nam. Cộng hòa Nhân dân Trung Hoa. Huyện này có diện tích 1751 ki-lô-mét vuông, dân số năm 1999 là 365.694 người, năm 2002 là 37 vạn người. Chính quyền huyện đóng ở. Mã số bưu chính là 416200, 416200 mã vùng điện thoại là 0743. Huyện này nằm ở hạ lưu Đà Giang, địa hình chủ yếu núi non. Đây là nơi sinh sống của người Thổ Gia và người Miêu. 